# Jaromíra Knapíková
Jaromíra Knapíková (* 9. prosince 1972 Ivančice) je česká historička a archivářka. Zabývá se především dějinami českého národního života ve Slezsku.
Vystudovala historii na Filozoficko-přírodovědecké fakultě Slezské univerzitě v Opavě. Po skončení studia začala pracovat jako archivářka v Zemském archivu v Opavě, kde působí dodnes. Od roku 2005 je členkou redakční rady časopisu Vlastivědné listy Slezska a severní Moravy. Jejím manželem je historik Jiří Knapík.

## Publikace
- Matice opavská : spolek, osobnosti a národní snahy ve Slezsku 1877-1948. Opava : Matice slezská, 2007. 261 s. ISBN 978-80-86887-08-1.
- „Slezský konzulát“ v Praze : od Slezanu ke Slezskému kulturnímu ústavu 1906-1945. Opava : Slezská univerzita v Opavě, Filozoficko-přírodovědecká fakulta, Ústav historických věd, 2010. 302 s. ISBN 978-80-7248-571-0. (spoluautor Jiří Knapík)
- Opavský uličník : historie a současnost ulic a náměstí. Opava : Statutární město Opava; Zemský archiv v Opavě, 2017. 283 s. ISBN 978-80-7572-015-3 (spoluautor Zdeněk Kravar).
- Nad šálkem kávy : příběhy opavských kaváren 1789-1989. Opava : Statutární město Opava; Opavská kulturní organizace, příspěvková organizace, 2018. ISBN 978-80-7572-015-3.